# USRT
USRT (ang. Universal Synchronous Receiver Transmitter) – obwód scalony używany do synchronicznej transmisji danych przez port szeregowy komputera.